# Toki (jogo eletrônico)
Toki: Going Ape Spit (no Japão: JuJu Densetsu, ou simplesmente Toki) foi um videogame criado originalmente para arcade em torno de 1989 pela empresa Tad Corporation, e que ganhou versão para Mega Drive, NES ,Amiga, Atari St, C64 e Atari Lynx.
O jogo é lembrado por seu protagonista ser um macaco que cuspia bolas. Apesar da descrição, o jogo tinha um clima meio sombrio.
Cada console tem seus gráficos diferentes. 

## História
O jogo consistia na história de um feiticeiro que sequestrava uma mulher pré-histórica. Ela tinha um namorado (o jogador) que era um troglodita que havia sido transformado em macaco pelo mesmo feiticeiro. O agora-macaco deveria passar por muitas fases enfrentando inimigos até poder derrotar este feiticeiro, recuperando sua forma humana bem como sua amada.

## Como era o jogo
Basicamente o jogo era de aventura, em 2d, visão lateral estilo plataformas. O jogador tinha que ir passando por locais paradisíacos, esquivando e destruindo monstros, e tendo cuidado para não cair em precipícios ou estacas pontiagudas. Qualquer esbarrão com um adversário fazia o personagem morrer uma vida (aos moldes de Super Mario). 2 itens eram no mínimo curiosos (levando-se em conta que o jogo aparentemente se passa na era pré-histórica): Um capacete de futebol americano, que fazia o personagem imortal na cabeça por um tempo; e um par de tênis que melhorava o salto. São nove fases ao todo. Nelas havia inimigos como macacos, insetos, gorilas, fantasmas e mini-dragões. No final das fases como todo jogo nesse estilo, enfrentava o tal chefão num cenário diferente.

## As Fases do Jogo
• Fase 1 - Floresta
• Fase 2 - Pico da Cachoeira
• Fase 3 - Fundo do Mar
• Fase 4 - Gruta
• Fase 5 - Profundeza do Vulcão
• Fase 6 - Caverna de Cristais
• Fase 7 - Floresta 2
• Fase 8 - Caverna
• Fase 9 - Palácio de Stark

## Jogabilidade
A jogabilidade do game não era ruim mas também não era das melhores. O personagem Toki  tinha seus movimento limitados, não era muito solto, andava devagar e reto, parecendo um robô e dependendo do pulo as vezes atrapalhava e fazia o jogador perder a vida no jogo.

## Sonoridade
A sonoridade não é das melhores. A trilha das fases é uma única música que faz as vezes o jogo ficar chato só de ouvir a mesma música.

## O Remake
Em 2010 foi lançado o remake desse jogo
para PS3, e Xbox pela empresa Golgoth Studios. A nova versão é totalmente em 2D, com gráficos novos e bem animados, som remasterizados. Os stages foram melhorados e faz a interatividade do jogo ficar mais divertida.